# FC United Richelle
FC United Richelle is een Belgische voetbalclub uit Richelle. De club is aangesloten bij de KBVB met stamnummer 9487 en heeft wit, blauw en rood als kleuren.

## Geschiedenis
De club werd opgericht in 2006 en sloot zich aan bij de Belgische voetbalbond, waar men stamnummer 9487 kreeg toegekend. Men ging van start in de allerlaagste provinciale reeks in Luik, Vierde Provinciale.
Richelle slaagde er in zijn debuutseizoen meteen in kampioen te worden in Vierde Provinciale en promoveerde zo in 2007 naar Derde Provinciale. Daar ging men verder op dat elan en het volgend seizoen behaalde men ook daar de titel, waardoor de club in 2008 al meteen doorstootte naar Tweede Provinciale. Ook in Tweede Provinciale bleef men goede resultaten halen: het eerste seizoen eindigde men er in de subtop en behaalde men een plaats in de eindronde, weliswaar zonder succes. Vanaf 2009/10 stelde men ook een B-elftal op, dat in Vierde Provinciale aantrad. Het eerste elftal behaalde dat seizoen opnieuw de eindronde, echter weer zonder succes. In 2011 slaagde men er uiteindelijk in de titel te halen en zo promoveerde men na drie jaar in Tweede Provinciale voor het eerst naar het allerhoogste provinciale niveau, Eerste Provinciale.
FC United Richelle eindigde zijn debuutseizoen in Eerste Provinciale als 12de op 16 ploegen en door het groot aantal degradanten zakte men in 2012 na dat eerste seizoen weer naar Tweede Provinciale. Het daaropvolgend seizoen wist men echter meteen kampioen te worden in Tweede Provinciale en zo keerde de club in 2013 na een jaar weer terug in Eerste Provinciale. Ook het B-elftal was dat seizoen kampioen geworden, in Vierde Provinciale. Ditmaal wist Richelle zich wel vlot te handhaven in Eerste Provinciale en men eindigde het eerst seizoen al meteen als derde, op amper drie punten van kampioen Stade Waremmien. Richelle kon deelnemen aan de provinciale eindronde, waar men won van RFC Sérésien, maar daarna werd uitgeschakeld door Patro Lensois na strafschoppen.
In 2014/15 deed Richelle nog beter en strandde op een tweede plaats, op slechts een punt van kampioen Daring Club de Cointe-Liège. Men mocht opnieuw naar de eindronde, waar men Stade Disonais en RCS Verlaine uitschakelde en zo naar de interprovinciale eindronde mocht. In de interprovinciale eindronde won men van het Luxemburgse RUS Ethe Belmont en van het Henegouwse US Solrézienne, telkens na strafschoppen. Door deze eindrondewinst promoveerde FC United Richelle in 2015 voor het eerst in de clubgeschiedenis naar de nationale reeksen, amper negen jaar nadat de club was opgericht. Even kwam er nog een klacht van US Solrézienne, omdat Richelle twee niet-speelgerechtigde spelers had opgesteld, maar de klacht werd onontvankelijk verklaard omdat ze te laat was ingediend.

## Resultaten
| Seizoen | Klasse | Klasse | Klasse | Klasse | Klasse | Klasse | Klasse | Klasse | Klasse | Reeks                                                    | Punten                                                   | Opmerkingen |
|         | I      | I      | II     | III    | IV     | P.I    | P.II   | P.III  | P.IV   |                                                          |                                                          | |
| ------- | ------ | ------ | ------ | ------ | ------ | ------ | ------ | ------ | ------ | -------------------------------------------------------- | -------------------------------------------------------- | --- |
| 2006/07 |        |        |        |        |        |        |        |        | 1      | Vierde prov. E Luik                                      | 77                                                       | |
| 2007/08 |        |        |        |        |        |        |        | 1      |        | Derde prov. B Luik                                       | 69                                                       | |
| 2008/09 |        |        |        |        |        |        | 5      |        |        | Tweede prov. B Luik                                      | 54                                                       | Verlies in eindronde tegen Grupo Desportivo Poulseur na strafschoppen                                                                 |
| 2009/10 |        |        |        |        |        |        | 4      |        |        | Tweede prov. A Luik                                      | 56                                                       | Winst in eindronde tegen Solières Sport, verlies tegen DC Cointe                                                                      |
| 2010/11 |        |        |        |        |        |        | 1      |        |        | Tweede prov. B Luik                                      | 75                                                       | |
| 2011/12 |        |        |        |        |        | 12     |        |        |        | Eerste prov. Luik                                        | 39                                                       | |
| 2012/13 |        |        |        |        |        |        | 1      |        |        | Tweede prov. B Luik                                      | 69                                                       | |
| 2013/14 |        |        |        |        |        | 3      |        |        |        | Eerste prov. Luik                                        | 67                                                       | Winst in eindronde tegen RFC Sérésien, verlies tegen Patro Lensois na strafschoppen                                                   |
| 2014/15 |        |        |        |        |        | 2      |        |        |        | Eerste prov. Luik                                        | 66                                                       | Winst in eindronde tegen Stade Disonais en RCS Verlaine; winst in interprovinciale eindronde tegen RUS Ethe Belmont en US Solrézienne |
| 2015/16 |        |        |        |        | 10     |        |        |        |        | Vierde klasse D                                          | 40                                                       | |
|         | 1A     | 1B     | 1Am    | 2Am    | 3Am    | P.I    | P.II   | P.III  | P.IV   | Vanaf 2016-17 zijn er 3 nationale en 2 regionale niveaus | Vanaf 2016-17 zijn er 3 nationale en 2 regionale niveaus | Vanaf 2016-17 zijn er 3 nationale en 2 regionale niveaus                                                                              |
| 2016/17 |        |        |        |        | 4      |        |        |        |        | Derde klasse Am.                                         | 43                                                       | |
| 2017/18 |        |        |        |        | 9      |        |        |        |        | Derde klasse Am.                                         | 42                                                       | |
| 2018/19 |        |        |        |        | 3      |        |        |        |        | Derde klasse Am.                                         | 63                                                       | Verlies in de eindronde voor promotie van RFC Tournai                                                                                 |
| 2019/20 |        |        |        |        | 4      |        |        |        |        | Derde klasse Am.                                         | 42                                                       | |
| 2020/21 |        |        |        |        | -      |        |        |        |        | Derde Afdeling ACFF B                                    | -                                                        | Competitie na vier speeldagen stopgezet vanwege COVID-19-virus.                                                                       |
| 2021/22 |        |        |        |        | 7      |        |        |        |        | Derde Afdeling ACFF B                                    | 44                                                       | |
| 2022/23 |        |        |        |        | 3      |        |        |        |        | Derde Afdeling ACFF B                                    | 55                                                       | Verlies in de eindronde voor promotie van RFC Raeren-Eynatten                                                                         |
| 2023/24 |        |        |        |        | 8      |        |        |        |        | Derde Afdeling ACFF B                                    | 45                                                       | |
| 2024/25 |        |        |        |        | 1      |        |        |        |        | Derde Afdeling ACFF B                                    | 69                                                       | Kampioen |
| 2025/26 |        |        |        |        |        |        |        |        |        | Tweede Afdeling ACFF                                     |                                                          | |

## Bekende spelers
- Dražen Brnčić
- Julien Demonceau
- Vincent Lachambre
- Axel Lawarée
- Lilian Thonet
- Pascal Tihon